# Нур, Рыза
Рыза Нур (30 августа 1879, Синоп — 8 сентября 1942, Стамбул) — османский и турецкий хирург, политик и писатель.

## Биография
После окончания военно-медицинской школы работал хирургом в военном госпитале Гюльхане, с 1907 года преподавал в той же военно-медицинской школе, которую ранее окончил. Незадолго до этого Рыза Нур был отправлен на границу с Болгарией, его задачей была проверка ввозимых в Османскую империю цветов, которые, как считал султан, заражены опасными вирусами. Эта работа, а также тот факт, что власти не предоставили Рызе Нуру микроскоп, а также другие научные инструменты, привели его к мнению, что правление Абдул-Хамида II делает страну отсталой и коррумпированной, что неизбежно приведёт её к упадку.
Также примерно в этот период имело место то, что впоследствии Рыза в своих мемуарах назовёт «похождениями». Дважды ему пришлось столкнуться с гонореей, этот опыт, впрочем, отчасти помог Рызе написать изданную в 1907 году книгу «Защита от венерических заболеваний».
После введения в стране конституционной монархии занялся политикой, но вскоре у него произошёл конфликт с партией «Единение и прогресс». Вследствие этого Рыза попал в тюрьму, после выхода из неё ему пришлось покинуть страну. После окончания первой мировой войны поддерживал идею объявления Турции мандатной территорией США, так как считал, что Турции для процветания нужный сильный союзник.
В 1919 году вернулся в Турцию. Принимал участие в организации Великого национального собрания Турции. Занимал должности министра образования и министра здравоохранения. Входил в состав турецкой делегации, подписавшей с РСФСР Московский договор, представлял интересы Турции на Лозанской конференции. Большую часть правительства Турции составляли бывшие члены партии «Единение и прогресс», в то же время наличие в правительстве людей, ранее выступавших против них, например, Рызы Нура и Ахмета Ферита, позволяло Ататюрку позиционировать себя как политика, который может объединить даже бывших врагов.
На Лозаннской конференции Рыза занимал должность помощника главы турецкой делегации Исмета Инёню. Рыза предложил признать Великое национальное собрание законным правительством, отказаться от монархии, но сохранить контроль турецкого правительства над халифатом. На конференции Рыза подвергся упрёкам со стороны премьер-министра Греции Элефтериоса Венизелоса за свою позицию относительно ситуации с понтийскими греками. Также несгибаемость Рызы относительно ситуации с армянами привела к тому, что югославская делегация заявила, что Рыза Нур «начинает демонстрировать своё раздвоенное копыто».

### Последние годы жизни
В 1926 году в Измире на жизнь Ататюрка было совершено неудачное покушение. Ряд лиц, обвинявшихся в покушении, в том числе Мехмет Джавид-бей, были повешены. Несмотря на то, что Рыза Нур расходился во взглядах с большинством осуждённых, тем не менее он подверг критике их казнь, поскольку считал, что были осуждены невиновные. Также Рыза написал ряд статей, в которых утверждалось, что Ататюрк был алкоголиком. Всё это привело к очередной эмиграции, в 1926 году Рыза покинул Турцию. Он вернулся лишь после смерти Ататюрка. С 1942 года издавал журнал «Танрыдагы» (тур. Tanrıdağı), в котором пропагандировались идеи пантуранизма и пантюркизма. Название журнала является отсылкой к горам Тянь-Шань в Монголии, в которых жили древние тюркские племена.
Помимо этого, Рыза Нур написал ряд работ по различным темам, наиболее значительным его трудом является история Турции из 14 томов.
Умер в возрасте 63 лет. Похоронен на кладбище Меркезэфенди в Стамбуле.